# 细蓝线

细蓝线符号

细蓝线（英語：thin blue line）是对于警察一种赞美性的符号，将警察形容为正常社会和暴乱状态的一道壁垒。细蓝线中的“蓝”指的是警察常见的制服颜色。
这个词是仿照克里米亚战争中形容英国步兵的细红线造出。1854年，着红色制服的苏格兰士兵成功击退了俄国骑兵的骑兵冲锋，因此闻名一时。“细蓝线”一词进入主流，有三大推手：1950年代的洛杉矶警察局局长威廉·H·帕克、1970年代的警官兼作家约瑟夫·万博、以及1988年埃洛·莫里斯拍摄的同名纪录片《细蓝线》。
批评细蓝线的人认为，这一符号表示了一种对立的态度，是将警察和社会割裂开来，对警民关系有害无利。

## 各地细蓝线
各地警队或支持者会在地方旗帜上加入细蓝线符号。常见的几种有：

美国
德克薩斯
香港
澳大利亚
加拿大
英国